# Gustav Neidlinger
Gustav Neidlinger (* 21. März 1910 in Mainz; † 26. Dezember 1991 in Bad Ems) war ein deutscher Opernsänger (Bassbariton).

## Leben
Die Rolle des Alberich im Ring des Nibelungen von Richard Wagner (Alberich ist der im Titel der Tetralogie genannte „Nibelung“) gilt als eine Paraderolle Neidlingers. Viele Male hat er diese Partie auf Bühne und Schallplatte gesungen. Seine Interpretationen der Titelpartie im Fliegenden Holländer, des Klingsor in Parsifal, Pizarro in Fidelio und Jago in Otello haben einen ähnlichen Bekanntheitsgrad in der Opernszene.
Neben „dämonischen“ Partien und Schurkenrollen, in denen Neidlinger sehr beliebt war, trat er auch in gänzlich verschiedenen Rollen auf. So als der aufgeblasene, unfreiwillig komische Bürgermeister van Bett in Lortzings Zar und Zimmermann, sein altersweiser Hans Sachs in den Meistersingern, die Titelrolle in Verdis Falstaff oder der Oberst Ollendorf in Millöckers Der Bettelstudent („Ach ich hab’ sie ja nur auf die Schulter geküsst…“).
Die Ausbildung zum Sänger erhielt er am Konservatorium Frankfurt am Main, 1931 gab er sein Debüt am Stadttheater Mainz, wo er bis 1934 wirkte. An der Staatsoper Hamburg war er von 1935 bis 1950 tätig. Ab 1950 war er Mitglied im Ensemble der Staatsoper Stuttgart, seit 1977 Ehrenmitglied. Seit 1956 war er außerdem Mitglied der Wiener Staatsoper. Er trat an allen führenden Opernbühnen auf, so in Paris, Mailand, London, Edinburgh, New York. Bei den Bayreuther Festspielen wirkte er in fünfzehn Spielzeiten mit, als Alberich, außerdem als Telramund (Lohengrin), Kurwenal (Tristan und Isolde) und Klingsor (Parsifal), in den Meistersingern gab er den Schusterpoeten Hans Sachs sowie den Bäckermeister Kothner, nahm aber auch die Minirolle des Nachtwächters an. Daneben wirkte er als Lied- und Oratorien-Sänger.
In seinen letzten Lebensjahren betrieb Neidlinger in der Bad Emser Römerstraße einen kleinen Antiquitätenladen.
Sein Grab befindet sich auf dem Friedhof Stuttgart-Sillenbuch.

## Ehrungen
- 1974: Großes Verdienstkreuz der Bundesrepublik Deutschland
- Seine Vaterstadt Mainz verlieh ihm 1985 die Gutenberg-Medaille.

## Diskografie
Auswahl
- CD-Edition Gustav Neidlinger – Hamburger Archiv für Gesangskunst (Drei CDs: Wagner, Bach, Mozart, Beethoven, Weber, Marschner, Lortzing, Flotow, Verdi, R.Strauss, Offenbach, Millöcker, Orff)
- Basspartie in J.S. Bach: h-Moll-Messe. Wien 1959, Dir.: Hermann Scherchen (Deutsche Grammophon).
- Jules Massenet: Manon. 1950, Dir.: Wilhelm Schüchter (Myto).
- Van Bett in Albert Lortzing: Zar und Zimmermann. Stuttgart 1952, Dir.: Ferdinand Leitner (Deutsche Grammophon).
- Ollendorf in Carl Millöcker: Der Bettelstudent (Querschnitt), Dir.: Werner Schmidt-Bölcke.
- W.A .Mozart: Die Hochzeit des Figaro. Wien, Dir.: Clemens Krauss (Preiser).
- Masetto in W.A. Mozart: Don Giovanni. NDR Hamburg 1951, Dir.: Leopold Ludwig (Urania).
- Strolch in Carl Orff: Die Kluge. London 1956, Dir.: Wolfgang Sawallisch (EMI).
- Richard Strauss: Daphne. NDR, Dir.: Arthur Grüber (Myto).
- Colonna in Richard Wagner: Rienzi. Stuttgart 1957, Dir.: Lovro von Matacic (Living Stage).
- Telramund in Richard Wagner: Lohengrin. Scala Milano 1965, Dir.: Wolfgang Sawallisch (Living Stage).
- Kurwenal in Richard Wagner: Tristan und Isolde. Bayreuth 1953, Dir.: Eugen Jochum (Melodram).
- Kurwenal in Richard Wagner: Tristan und Isolde. Holland Festival Den Haag 1959, Dir.: Ferdinand Leitner (Myto).
- Kurwenal in Richard Wagner: Tristan und Isolde. Staatsoper Stuttgart 1973, Dir.: Carlos Kleiber (Living Stage).
- Kothner in Richard Wagner: Die Meistersinger von Nürnberg. 1956, Dir.: Rudolf Kempe (EMI).
- Hans Sachs in Richard Wagner: Die Meistersinger von Nürnberg. Buenos Aires 1968, Dir.: Ferdinand Leitner (Living Stage).
- Alberich in Richard Wagner: Das Rheingold. RAI 1953, Dir.: Wilhelm Furtwängler (EMI).
- Alberich in Richard Wagner: Der Ring des Nibelungen (Das Rheingold, Siegfried und Götterdämmerung). Bayreuth 1953, Dir.: Clemens Krauss (Gala); 1955, Dir.: Joseph Keilberth (Testament); 1956 und 1957, Dir.: Hans Knappertsbusch (Melodram); 1967 Dir.: Karl Böhm (Philips).
- Alberich in Richard Wagner: Der Ring des Nibelungen. Wien 1958, 1962, 1964. Dir.: Georg Solti (Decca).
- Klingsor in Richard Wagner: Parsifal. Bayreuth 1954. Dir.: Hans Knappertsbusch (Melodram).
- Klingsor in Richard Wagner: Parsifal. Bayreuth 1962. Dir.: Hans Knappertsbusch (Philips).